# Bénédicte Peyrol
Pour les articles homonymes, voir Peyrol.
Bénédicte Peyrol, née le 23 mars 1991 à Vichy, est une femme politique française.
Juriste de profession et membre de La République en marche (LREM), elle est députée de la 3e circonscription de l'Allier de 2017 à 2022.
Elle est alors membre du bureau de l'Assemblée nationale et de la commission des Finances, au sein de laquelle elle officie comme « whip » (coordinatrice) du groupe LREM de septembre 2018 à septembre 2019. Elle est vice-présidente du groupe jusqu'à 2022. Elle est spécialiste de la fiscalité écologique.

## Biographie

### Jeunesse et formation
Née le 23 mars 1991 à Vichy, elle grandit à Cusset.
Elle fréquente le collège Saint-Joseph puis le lycée Saint-Pierre à Cusset, où elle obtient un baccalauréat scientifique avec mention « très bien » et européenne.
Bénédicte Peyrol rejoint ensuite la faculté de droit et sciences politiques de l'université Clermont-Ferrand I où elle effectue sa première année de droit. Elle termine sa licence de droit public à l'université Paris II Panthéon-Assas où elle obtient ensuite un master en droit des affaires.
En 2014, elle est diplômée du master 2 fiscalité internationale délivré conjointement par HEC et l'université Panthéon-Assas qu'elle réalise en faisant un apprentissage chez Sagemcom[réf. nécessaire].

### Carrière de juriste
Elle rejoint Sagemcom comme apprentie fiscaliste internationale en septembre 2013[réf. nécessaire]. En août 2014, elle est embauchée chez Dassault Systèmes en tant que fiscaliste junior pour la région EMEAR[pertinence contestée].
En avril 2015, elle fait un stage de six mois à la sous-direction internationale de la direction de législation fiscale au ministère des Finances et des comptes publics. Elle y travaille sur la lutte contre la fraude fiscale pendant six mois,.
En octobre 2015[réf. nécessaire], elle devient juriste dans une société privée de recyclage. Comme elle s'y était engagée, elle démissionne le 20 juin 2017 pour se consacrer pleinement à son mandat de député.

### Parcours politique

#### Débuts
En 2016, elle rencontre Jacques Attali, qu'elle soutient dans la rédaction de son ouvrage, Cent jours pour que la France réussisse, paru en avril 2016,, et dans sa démarche France 2022.
Elle s'engage en 2016 en créant un comité local En marche ! à Cusset. Elle est également référente dans l’Allier des Jeunes avec Macron.

#### Députée de laXVelégislature

##### Élection
Le 18 juin 2017, elle est élue députée de la 3e circonscription de l'Allier en obtenant 58,43 % des voix face à Gabriel Maquin, candidat des Républicains. À 26 ans, elle est la benjamine des députés de l'Auvergne.

##### Fonctions
Elle est membre de la commission des Finances, dont elle est la benjamine. Elle y officie comme « whip » (coordinatrice) du groupe LREM depuis l'automne 2018, après la nomination d'Amélie de Montchalin comme vice-présidente du groupe. Peu après sa désignation, Le Parisien la présente comme « le prototype des jeunes pousses de La République en marche », indique qu'elle « n’a eu aucun mal à faire l’unanimité en sa faveur chez ses pairs de la majorité » et qu'elle « séduit aussi l’opposition ». Selon la presse, elle a l'oreille de Matignon et de l'Élysée,.
En septembre 2019, elle est désignée vice-présidente du groupe LREM, chargée des whips LREM des huit commissions de l’Assemblée nationale ainsi que de la gestion et l’animation des groupes d’animation politique, en binôme avec Claire Pitollat.
Elle entretient tout au long de son mandat une proximité avec les élus Les Républicains de son département.

##### Travaux législatifs
Elle s'est spécialisée sur le thème de la fiscalité écologique. La Lettre A indique en décembre 2018 qu'elle est « en première ligne sur les questions de fiscalité écologique et de fracture territoriale », étant « à la manœuvre pour éteindre l'incendie des "gilets jaunes" ».
Elle est nommée rapporteur de la mission d'information parlementaire sur l'optimisation et l'évasion fiscales des entreprises en mars 2018,, et rend son rapport en septembre 2018. Dans la foulée, elle dépose plusieurs amendements au projet de loi de lutte contre la fraude fiscale, tirés des propositions de son rapport d’information, notamment pour élargir la notion de paradis fiscal.
En septembre 2018, elle publie un rapport avec Dominique Bureau, président du Comité pour l’économie verte, qui préconise notamment de poursuivre l’alourdissement de la fiscalité écologique tout en l’accompagnant de mesures « en faveur du pouvoir d'achat des ménages », notamment « en élargissant le champ des bénéficiaires du chèque énergie et une hausse significative de son montant » ; le rapport défend également une « meilleure transparence » et propose de revenir sur les taux réduits de la taxe intérieure de consommation sur les produits énergétiques (TICPE) dont bénéficient certains secteurs,.
Elle dépose un amendement au projet de loi de finances 2020, proposant de « rendre plus cohérent notre système fiscal avec les engagements écologiques de la France », en fixant une « ligne d’horizon à dix ans pour la suppression des principales « dépenses fiscales » considérées comme défavorables à l’environnement ». Malgré son adoption préalable par la commission des Finances, elle accepte de le retirer, en séance publique, en expliquant qu’il visait avant tout à obtenir des engagements du gouvernement en faveur du verdissement des niches fiscales. Le ministre Bruno Le Maire s'engage ensuite à réunir les secteurs concernés pour échanger sur les sorties des dépenses fiscales défavorables à l’environnement.

##### Prises de position
En octobre 2017, Bénédicte Peyrol s'abstient lors du vote à l'Assemblée nationale du projet de loi anti-terroriste (première lecture du projet de loi "renforçant la sécurité intérieure et la lutte contre le terrorisme"), justifiant son choix pour servir « l'intérêt général ».
En octobre 2018, elle déclare dans un entretien au journal La Montagne : « J’assume : [si j’avais été présente dans l’hémicycle à l’heure tardive où il a été présenté], j’aurais voté contre l’amendement proposant d’inscrire dans la loi l’interdiction du glyphosate ».
En décembre 2018, elle déclare qu'il « faut remettre à plat tout le système fiscal » ; elle souhaite notamment que « tout le monde paie des impôts, dès le premier euro ».

## Publications
- De l’OCDE à l’UE, entre influence positive et concurrence dans la lutte contre la fraude et l’évasion fiscales[26]
- L’opportunisme fiscal des Panama Papers : d’un registre des bénéficiaires effectifs au caractère public des déclarations pays par pays[27]
- Mettre l’environnement et le numérique au cœur d’un nouveau système fiscal[28]
- Comment construire la fiscalité environnementale pour le quinquennat et après 2022[29]
- Rapport sur l'évasion fiscale internationale des entreprises[30]
- Rapport de la Mission d’évaluation et de contrôle (MEC) sur les outils publics encourageant l’investissement privé dans la transition écologique[31]